# Jane Yolen
Jane Yolen (New York, 11 febbraio 1939) è una scrittrice statunitense di romanzi di fantascienza, fantasy e libri per bambini.

## Biografia
Figlia di un giornalista e di una psicologa, terminate le elementari frequentò la High School of Music & Art: già nell'infanzia aveva iniziato a cimentarsi nella scrittura, ma solo per hobby.
Nonostante consideri sé stessa più una giornalista che una scrittrice, Jane Yolen ha raggiunto la notorietà inizialmente grazie ai libri per bambini. Il suo primo lavoro è stato Pirates in Petticoats, pubblicato quando lei aveva 22 anni.
I maggiori successi li ha ottenuti nel campo della fantascienza e del fantasy, in particolare è stata nominata tre volte al Premio Nebula nel 1990, 1991 e 1993 senza tuttavia mai aggiudicarsi il premio.
Si è sposata nel 1962 con David W. Stemple, da cui ha avuto tre figli tra cui il cantante e scrittore Adam Stemple, con cui ha realizzato tre libri. Vedova da marzo 2006, divide il suo tempo tra le sue due case nel Massachusetts e in Scozia.

## Premi e riconoscimenti
- 1988 - Nomination al Premio Nebula per il miglior romanzo breve
- 1990 - Nomination al Premio Nebula per il miglior romanzo
- 1991 - Nomination al Premio Nebula per il miglior romanzo
- 1993 - Nomination al Premio Nebula per il miglior romanzo
- 1993 - Nomination al Premio World Fantasy
- 1997 - Premio Nebula per il miglior racconto breve
- 1998 - Premio Nebula per il miglior racconto
- 2006 - Premio Locus per il miglior libro per ragazzi
- 2006 - Nomination al Premio Locus per il miglior racconto lungo
- 2008 - Premio Phoenix - Honor Book
- 2016 - Premio Grand Master